# Tillandsia 'Tall Velvet'
Tillandsia 'Tall Velvet' es un  cultivar híbrido del género Tillandsia perteneciente a la familia  Bromeliaceae.
Es un híbrido creado  con las especies Tillandsia ionantha ×  desconocida